# Джеймс Томпсон (плавець)
Джеймс Томпсон (англ. James Thompson, 19 серпня 1906 — 1 січня 1966) — канадський плавець.
Призер Олімпійських Ігор 1928 року.
Переможець Ігор Британської імперії 1930 року.